# Theope thestias
Theope thestias is een vlindersoort uit de familie van de prachtvlinders (Riodinidae), onderfamilie Riodininae.
Theope thestias werd in 1860 beschreven door Hewitson.